# Wan Waithayakon
Wan Waithayakon (título completo: Su Alteza Real, el Príncipe Vanna Vaidhayakara, el Príncipe Naradhip Bongsprabandh; Bangkok, 25 de agosto de 1891-ibidem, 5 de septiembre de 1976), fue un príncipe y diplomático tailandés. Se desempeñó como ministro de asuntos exteriores y representante permanente de Tailandia ante la Organización de las Naciones Unidas.
Entre 1956 y 1957 fue presidente de la Asamblea General de las Naciones Unidas, durante el decimoprimer período de sesiones.

## Biografía

### Primeros años
Era nieto del rey Mongkut (Rama IV). Fue educado en la Escuela Suan Kularb y en Rajvidyalai (colegio real) antes de continuar su educación en el Reino Unido, donde se graduó en historia del Balliol College de la Universidad de Oxford. También asistió al Instituto de Estudios Políticos de París.

### Carrera
Comenzó su carrera como oficial del servicio exterior en 1917. Fue nombrado asesor de su primo, el rey Vajiravudh, en 1922. En 1924, fue nombrado subsecretario de asuntos exteriores, siendo responsable de negociar varias enmiendas a los tratados políticos y comerciales con potencias occidentales.
Fue enviado a Europa en 1926 como ministro acreditado en el Reino Unido, los Países Bajos y Bélgica. Durante ese período, también se desempeñó como jefe de la delegación tailandesa en la Sociedad de las Naciones, siendo además miembro, vicepresidente y presidente de varias comisiones. Regresó a Tailandia en 1930 para aceptar una cátedra de profesor en la Facultad de Artes de la Universidad de Chulalongkorn.
Posteriormente, participó en las negociaciones con Japón en 1943 durante la Segunda Guerra Mundial, representando a Tailandia en la Conferencia de la Gran Asia Oriental. También representó a su país en el consejo de la Organización del Tratado del Sureste Asiático, en la Conferencia de Bandung (donde fue elegido relator), y en las negociaciones que llevaron a la admisión de Tailandia a las Naciones Unidas.
En 1947, fue nombrado embajador en los Estados Unidos y sirvió simultáneamente como embajador en las Naciones Unidas. En 1956, fue presidente del undécimo período de sesiones de la Asamblea General de las Naciones Unidas. También se desempeñó como ministro de asuntos exteriores de Tailandia entre 1952 y 1958.
Hablaba varios idiomas como el inglés, el pali y hasta el sánscrito. Acuñó palabras tailandesas desde el inglés, como prachathipatai (democracia), ratthathammanoon (constitución), thanakarn (banco) y songkram (guerra), que son utilizadas desde entonces. Su dominio de los idiomas lo llevó a ser presidente de la Real Sociedad de Tailandia, que regula el idioma tailandés. Es considerado como uno de los padres fundadores de la crítica filológica textual en Tailandia.
Falleció en 1976, a los 85 años.

## Distinciones
- Malasia: gran comandante honorario de la Orden del Defensor del Reino (1964).[6]